# Yvon Corriveau
Yvon Corriveau (ur. 8 lutego 1967 roku w Welland w prowincji Ontario w Kanadzie) – kanadyjski były zawodowy hokeista na lodzie.
W latach 1985–1994 rozegrał 9 sezonów w lidze NHL na pozycji lewoskrzydłowego. Wybrany jako dziewiętnasty w pierwszej rundzie draftu NHL w 1985 roku przez Washington Capitals. Grał w drużynach: Washington Capitals, Hartford Whalers oraz San Jose Sharks.
W sezonach zasadniczych NHL rozegrał łącznie 280 spotkań, w których strzelił 48 bramek oraz zaliczył 40 asyst. W klasyfikacji kanadyjskiej zdobył więc razem 88 punktów. 310 minut spędził na ławce kar. W play-offach NHL brał udział 5-krotnie. Rozegrał w nich łącznie 29 spotkań, w których strzelił 5 bramek oraz zaliczył 7 asyst, co w klasyfikacji kanadyjskiej daje razem 12 punktów. 50 minut spędził na ławce kar.